# Suamico
Suamico – wieś w Stanach Zjednoczonych, w stanie Wisconsin, w hrabstwie Brown.